# Antiquarium di Lucrezia Romana
L'Antiquarium di Lucrezia Romana è un piccolo museo archeologico collocato nel quadrante sud-est della Capitale, in una zona che prende il nome di Lucrezia Romana, tra via Tuscolana, via delle Capannelle e il Grande Raccordo Anulare. Fu inaugurato al pubblico il 28 marzo 2015 dall'allora Soprintendenza Speciale per il Colosseo, il Museo Nazionale Romano e l'Area Archeologica di Roma, e dedicato all’archeologo Giuseppe Vitale, prematuramente scomparso nel 2004 a soli trentasette anni. Successivamente è stato annesso al Parco archeologico dell'Appia Antica.
Il museo espone i materiali provenienti dalle indagini archeologiche preventive effettuate negli ultimi venticinque anni nel territorio compreso tra le antiche via Latina e via Castrimeniensis dove la recente urbanizzazione ha portato alla scoperta di siti archeologici databili a partire dalla preistoria.
Gli scavi sono stati effettuati nel territorio dell’attuale VII Municipio, in particolare nelle zone di Osteria del Curato, Lucrezia Romana, Tor Vergata, Morena, Romanina, Centroni, Cinecittà, Anagnina, Quadraro, quartieri Appio e Tuscolano. Le indagini archeologiche hanno permesso di individuare siti preistorici, eneolitici, dell'età del bronzo, necropoli di età medio repubblicana e imperiale oltre che lussuose ville.

## La collezione
L'Antiquarium espone una piccola ma interessante collezione che offre una panoramica sulla vita quotidiana dei nostri antenati, facendo ripercorrere le tappe fondamentali che hanno portato a cambiamenti significativi del paesaggio antico e delle modalità di utilizzo del territorio. Nel Museo è possibile usufruire di un percorso di visita attraverso codice QR realizzato dagli studenti dell'Istituto Ferrari-Hertz nell'ambito di un progetto di alternanza scuola-lavoro in collaborazione con il Servizio Educativo del Parco.

### Le sale di esposizione
L’Antiquarium si articola in due edifici: un’antica cisterna e un casale databili ai primi del Novecento, restaurati e adibiti a spazio museale.

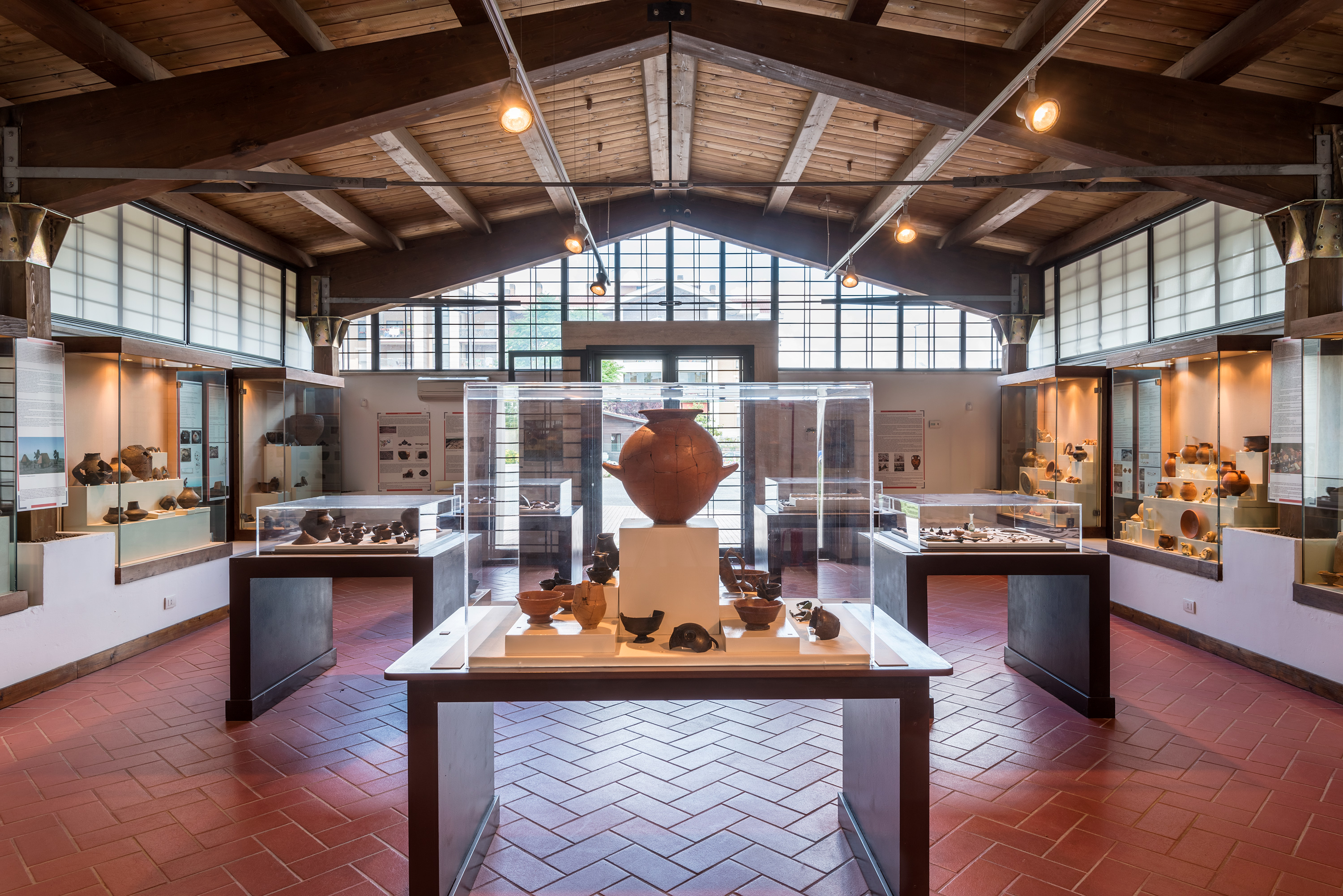
Interno della Sala A dell'Antiquarium

#### Sala A
All’interno della ex-cisterna (sala A) la collezione è esposta con ordinamento cronologico in senso antiorario, a partire dalle prime vetrine sulla destra che ospitano reperti databili tra Neolitico finale (4170-4040 a.C.) ed Eneolitico finale (2580-2470 a.C.), fino alle ultime vetrine sulla sinistra, con reperti di età medievale e rinascimentale.
I reperti databili in epoca preistorica provengono sia da abitati che da tombe, nelle quali costituivano elementi del corredo. Tra gli utensili sono presenti le punte di freccia in selce e le lame di ossidiana, vetro di origine vulcanica. I frammenti di vasi in ceramica, realizzati a mano, sono pertinenti a scodelle e a olle, di forma molto semplice nelle fasi più antiche e dal profilo più articolato nelle fasi più recenti.
Passando alla Protostoria sono presenti reperti dell’età del Bronzo antico (2300-1700 a.C.) e del Bronzo finale (1200-950 a.C.), da abitati e necropoli, nelle quali costituivano oggetti del corredo del defunto: fibule, rasoi, anelli e anche un pettine in avorio.
Seguono i reperti provenienti dalle tombe di età Orientalizzante (fine dell'VIII - inizi del VI secolo a.C.), periodo di grande fermento culturale caratterizzato da frequenti contatti commerciali tra le popolazioni del Mediterraneo, del vicino Oriente e dell’Europa centrale. Ricchi corredi funerari riproducevano il servizio da banchetto aristocratico con vasi che si distinguono per raffinatezza ispirandosi a modelli greci con ricca decorazione dipinta: aryballoi (piccoli vasi a corpo ovoide o globulare) e oinochoai (brocche con orlo trilobato). Sono anche presenti anforette, coppe e kyathoi in bucchero, distintivo della cultura etrusca e ottenuto dalla cottura in atmosfera riducente, ossia senza l’immissione di aria nella camera di cottura delle fornaci.
Da contesti funerari, abitativi e sacri, compresi tra l’età arcaica e l’età repubblicana (tra fine VI secolo e fine I secolo a.C.) provengono ornamenti personali, decorazioni architettoniche, oggetti di culto che testimoniano la persistenza della tradizione etrusco-italica nell'arte romana e contemporaneamente l’adozione di tecniche, gusti e tradizioni proprie dell’arte greco-ellenistica. Nella tarda età repubblicana le numerose fattorie che popolavano il suburbium di Roma si trasformano in impianti produttivi, le villae rusticae, adibiti alla produzione su vasta scala di vino e olio. Queste ville erano articolate in pars rustica, dedicata alla produzione, e pars urbana o dominica, ossia la zona residenziale riservata ai proprietari, da cui provengono le decorazioni più ricche come affreschi, stucchi, mosaici. Il suburbio era interessato anche da luoghi di culto dei quali restano tracce nei depositi di ex voto di terracotta, che riproducono in maniera molto realistica ritratti degli offerenti o elementi anatomici per la cui guarigione si chiedeva l’intercessione divina.
Ad epoca giulio-claudia (fine I secolo a.C.- fine I secolo d.C.), risalgono oggetti provenienti dalle fiorenti villae rusticae, appartenenti alle famiglie più ricche del patriziato e della nobiltà, che popolavano il suburbio. Seguono alcuni esempi di corredi funerari in uso presso le classi sociali medio-basse dei primi due secoli dell’Impero. Il corredo di una tomba rinvenuta presso la via Tuscolana con un bracciale in bronzo “a serpentina” e vasellame in ceramica africana: un guttus, ossia un “vaso da cui il liquido fuoriusciva a goccia a goccia”, dotato di un beccuccio e che poteva anche essere usato come biberon e un askòs, ovvero un vaso che conteneva liquidi pregiati.
Il corredo di una tomba trovata presso via S. Giorgio Morgeto conserva uno specchio in bronzo, un vago di collana in pasta vitrea, un dente di animale in osso, un balsamario in vetro e una figurina femminile. Curiosa è la presenza di un ex voto all’ interno di una sepoltura: forse era indossato dalla defunta a ricordo o a ringraziamento di una malattia risoltasi positivamente.
Da una tomba infantile della necropoli di Osteria del Curato proviene una statuetta in terracotta di Arpocrate, divinità popolare tra i ceti più modesti, identificato anche con Horus, figlio di Iside e Osiride.
Le sepolture conservano spesso oggetti della vita quotidiana dei defunti, ad esempio gioielli o elementi di vestiario, che erano indossati al momento della sepoltura o deposti come corredo funebre. Sono presenti collane in pasta vitrea e oro, in ambra (resina fossile che in antico era considerata di grande pregio) e orecchini in oro e pasta vitrea di un tipo chiamato in antico crotalia, perché le perle nel muoversi urtavano tra di loro tintinnando come i crotali che erano strumenti musicali simili alle nacchere.
Altri oggetti appartenenti al mondo della bellezza femminile sono il contenitore per cosmetici, gli specchi in bronzo, le pinzette, gli aghi crinali o spilloni, gli unguentari o balsamari e i tintinnabula, cioè campanelli e sonagli in bronzo deposti nelle tombe per allontanare gli spiriti malvagi.
L’ultima vetrina della sala espone oggetti rinvenuti in sepolture tardo antiche e alto medievali della zona (che mostrano corredi molto semplici spesso composti solo da recipienti ceramici o in vetro e lucerne) oltre a ceramiche rinascimentali come i piatti o la ciotola dai vivaci colori datati al XVI secolo.

#### Il casale con le sale B, C e D
Nel casale sono esposte statue, elementi architettonici, sarcofagi, arredi marmorei, frammenti di pavimenti in mosaico e affreschi, provenienti dalle tante ville rustiche di età repubblicana e imperiale scoperte durante le indagini archeologiche tra cui anche la Villa dei Sette Bassi.

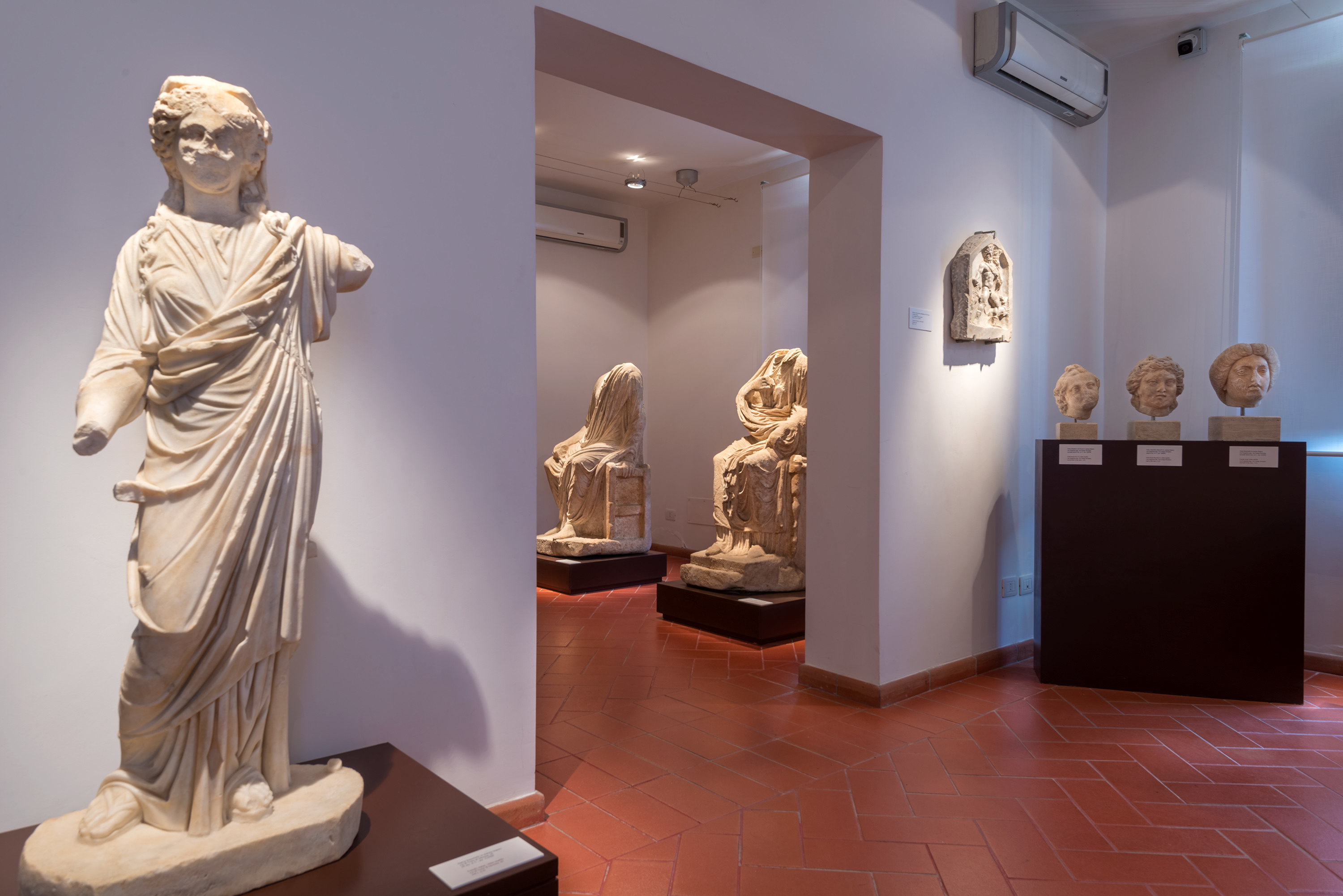
Interno delle sale nell'Antiquarium di Lucrezia Romana

Notevole è la pregevole vasca rinvenuta al VI miglio della via Latina antica e databile al II secolo d.C.. Ricavata in un unico blocco di alabastro “cotognino”, di provenienza egiziana, è stata ritrovata in frammenti e pazientemente ricomposta dai restauratori del MIBAC. Questo tipo di vasca in epoca antica decorava generalmente giardini o peristili (cortili porticati) di ville oppure ambienti termali. L’esemplare qui visibile, invece, proviene da un’area funeraria ed era probabilmente utilizzata per lo svolgimento di riti religiosi o funebri.
I mosaici esposti, databili tra la fine II e gli inizi del III secolo d.C., sono realizzati con tessere bianche e nere e provengono dalla cosiddetta Villa del Casale di Marzio, non lontana dall’Antiquarium.
Le due statue acefale (prive di testa), rinvenute in un’area funeraria di via Lucrezia Romana ed esposte a sinistra dei mosaici, ritraggono, secondo alcune ipotesi, i proprietari della Villa del Casale di Marzio nella fase di età augustea. Il personaggio maschile, in particolare, indossa la toga, che era l’abito tipico del cittadino romano.
L’interessante affresco con prospettive architettoniche (della fine del I secolo a.C.), inquadrabile nel cosiddetto Secondo Stile Pompeiano, caratterizzato da vedute prospettiche che tendono ad ampliare illusionisticamente lo spazio della parete dipinta, è stato rinvenuto fuori contesto, a ridosso di un mausoleo di età imperiale e non nella dimora in cui originariamente doveva essere collocato.
Numerosi esemplari di statuaria dell’età imperiale si conservano nell'’Antiquarium: statue di Ermafrodito e di Priapo, una testa di fanciullo o Eros, una testa maschile, forse Dioniso, una testa femminile con una pettinatura tipica della seconda metà del II secolo d.C., una testa femminile con copricapo statue di Eros e di un Barbaro morente, una piccola statua di Ercole e un’erma maschile acefala.
Una delle opere più belle conservate nell’Antiquarium è la Nereide su mostro marino databile nella metà del I secolo a.C. e proveniente dal IV miglio della via Latina, in località Quadraro. Le Nereidi, secondo il mito, erano delle divinità marine figlie di Nereo ed erano spesso raffigurate sedute su mostri o cavalli marini.
Nel giardino e nel piazzale dell'Antiquarium sono collocati cippi ed epigrafi; alcune iscrizioni si riferiscono agli acquedotti, che caratterizzavano, e caratterizzano ancora oggi, il paesaggio di questo settore del suburbio sud-orientale di Roma, basti pensare al Parco degli Acquedotti, dove ancora oggi si stagliano le imponenti arcate. Nelle vicinanze dell'Antiquarium è possibile visitare alcune aree archeologiche di grande valore.
Alle spalle del museo è conservato un tratto di strada antica, la via Castrimeniensis, fiancheggiata da strutture in laterizio che avevano la funzione di pozzi di ispezione dell’Acquedotto Claudio. Quest’opera di alta ingegneria romana, che in questo tratto corre sotterranea, è caratterizzata da poderose arcate nell'area del Parco degli Acquedotti, raggiungibile da via di Capannelle.
Percorrendo via Lucrezia Romana in direzione nord e girando a destra per via Broglio, prima dell’incrocio con via del casale Ferranti si giunge a un parco pubblico che conserva un’area archeologica di grande valore, risparmiata dall'urbanizzazione. Sono oggi visibili resti di sepolcri e un tratto di strada basolata, identificabile con l’antica via Latina.

## Galleria d'immagini

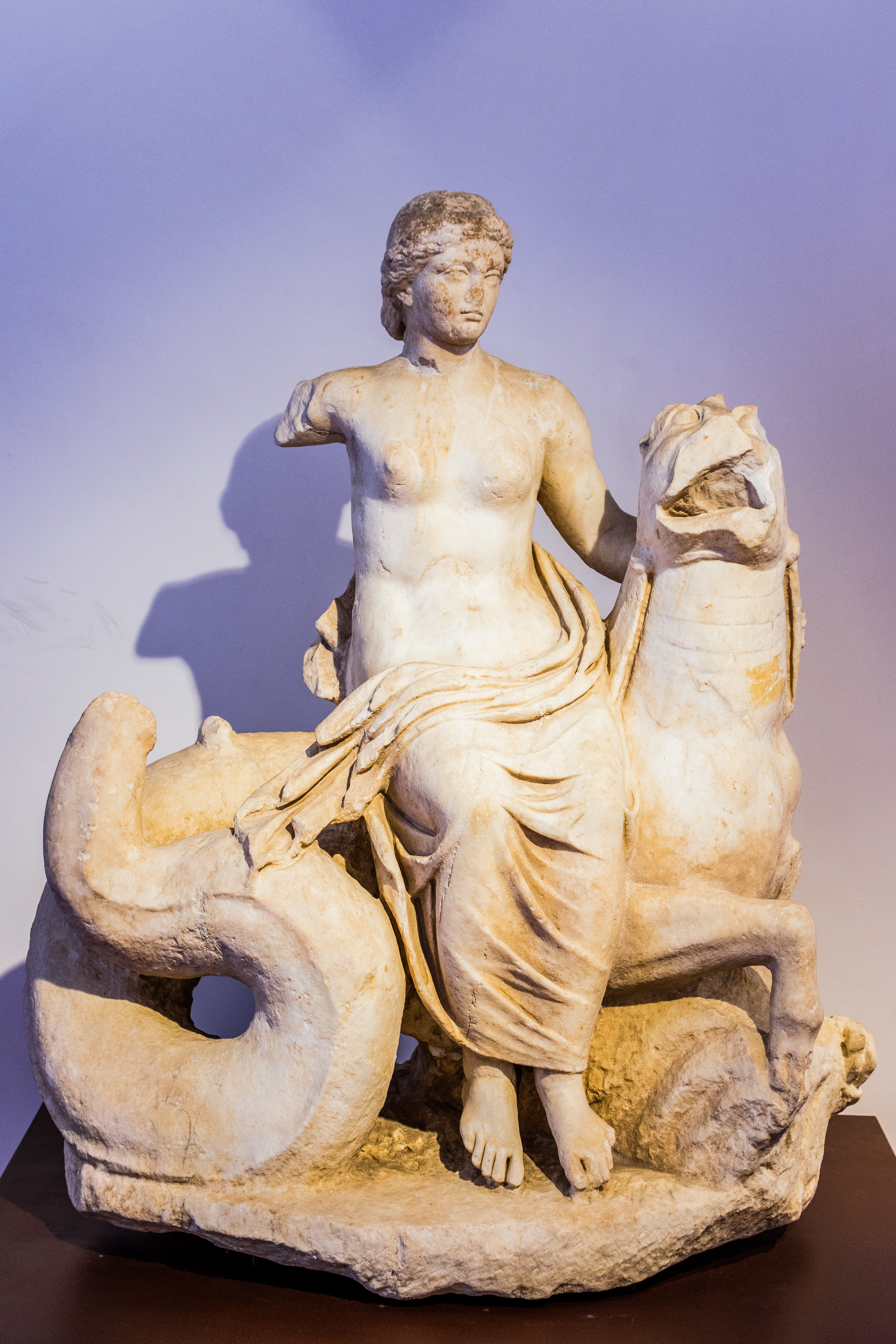
Nereide su mostro marino
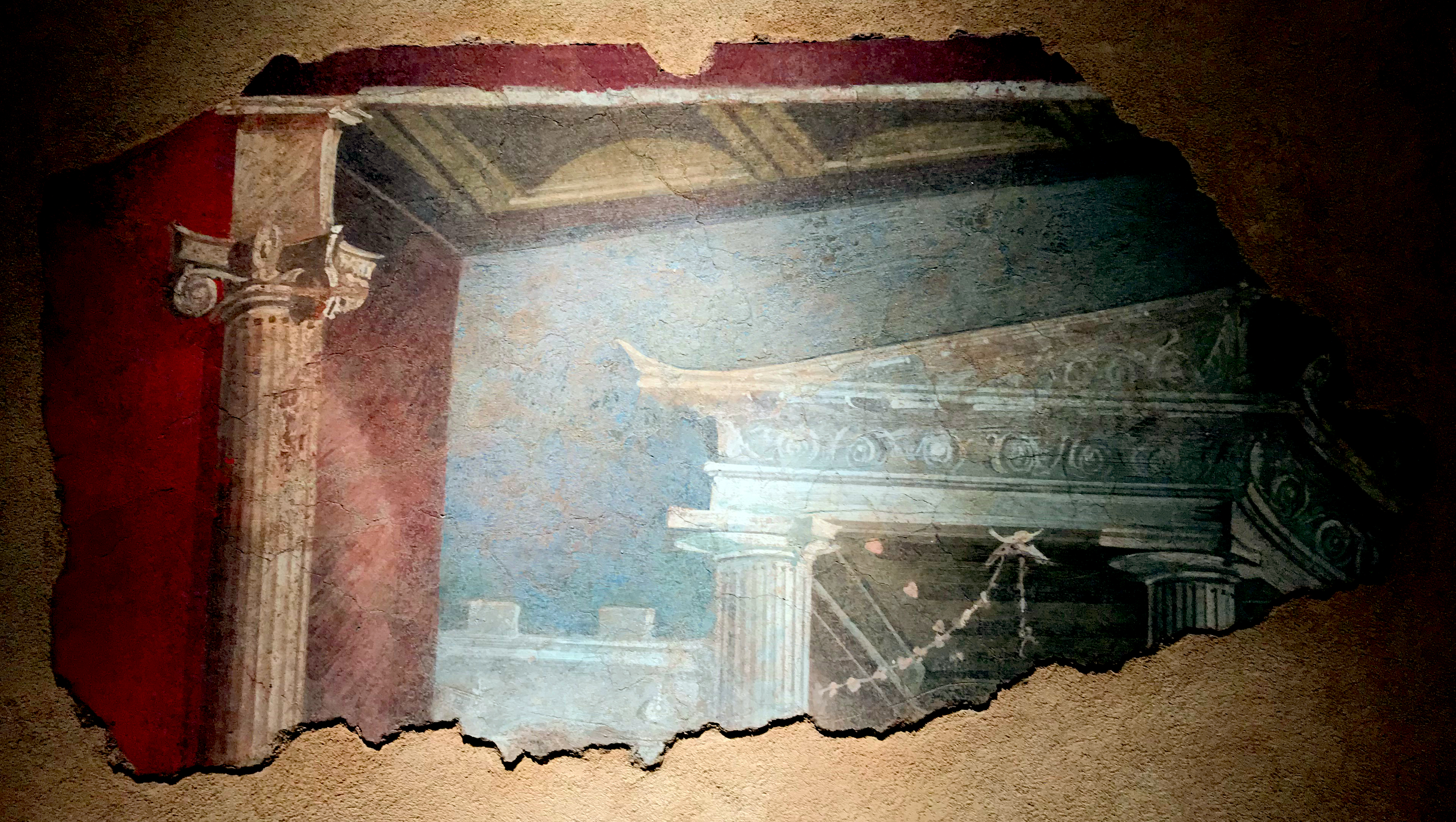
Affresco Antiquarium di Lucrezia Romana
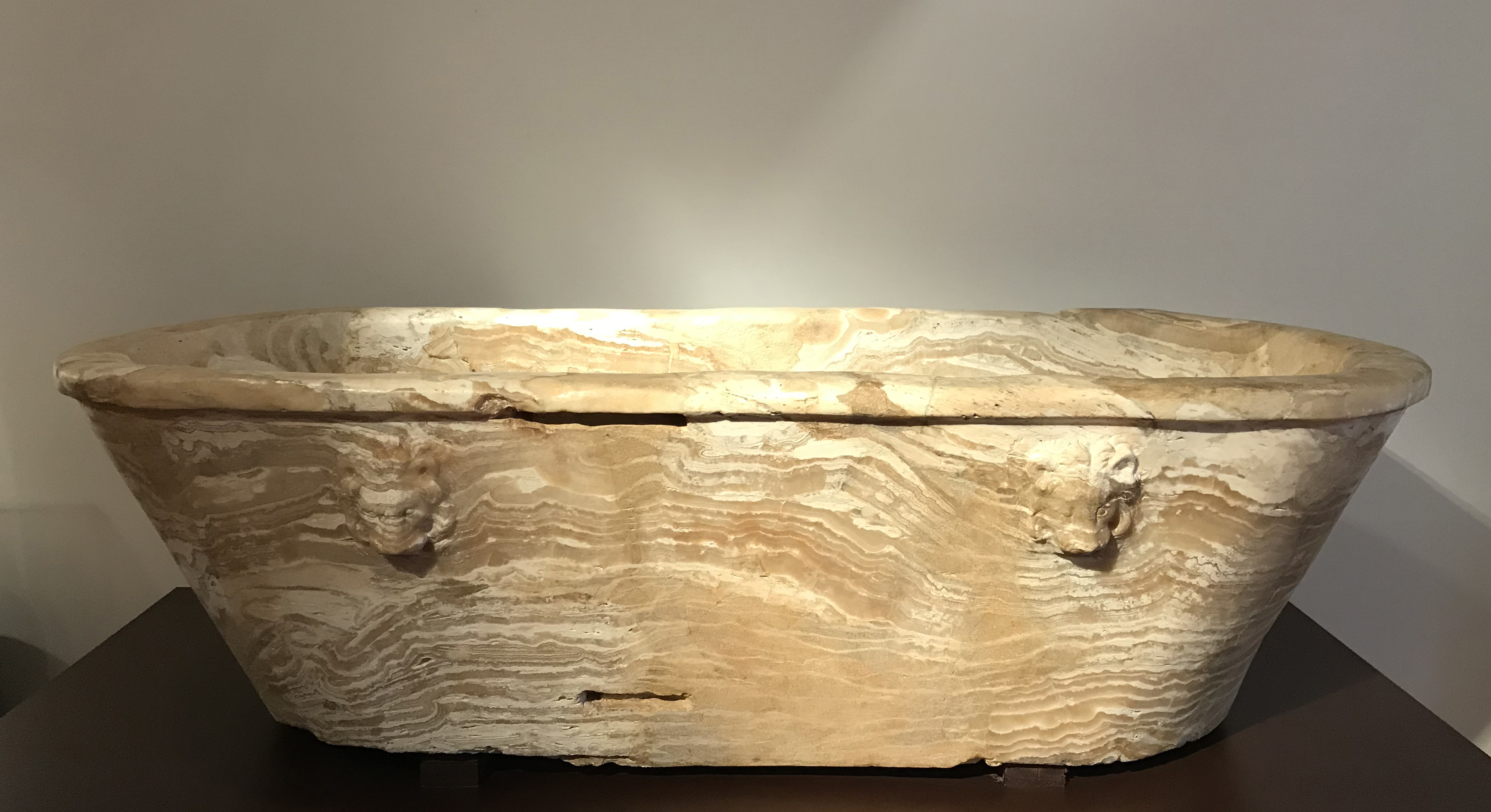
Vasca in alabastro cotognino di provenienza egiziana